# A Night on the Town
A Night on the Town — музичний альбом гурту Род Стюарт. Виданий 1976 року лейблом Warner Bros. Records. Загальна тривалість композицій становить 41:19. Альбом відносять до напрямку рок. 

## Список пісень
1. Tonight's the Night (Gonna Be Alright) (Род Стюарт) – 3:54
2. The First Cut Is the Deepest (Кет Стівенс) – 4:31
3. Fool for You (Р.Стюарт) – 3:39
4. The Killing of Georgie (Part I and II) (Р.Стюарт) – 6:28
5. The Balltrap (Р.Стюарт) – 4:37
6. Pretty Flamingo (Mark Barkan) - 3:27
7. Big Bayou (Floyd Gilbeau) – 3:54
8. The Wild Side of Life (Arlie Carter, Wayne Walker) – 5:09
9. Trade Winds (Ralph MacDonald, William Salter) – 5:16

бонус-трек перевидання 2009
1. Rosie
2. Share (Studio Outtake)
3. Tonight's the Night (Gonna Be Alright)  (рання версія)
4. The First Cut Is the Deepest  (рання версія)
5. Fool for You   (рання версія)
6. The Killing of Georgie (Part I)  (рання версія)
7. The Balltrap   (рання версія)
8. Pretty Flamingo   (рання версія)
9. Big Bayou   (рання версія)
10. The Wild Side of Life   (рання версія)
11. Trade Winds   (рання версія)
12. Rosie   (рання версія)
13. Get Back   (рання версія)